# Mirambel
Mirambel település Spanyolországban, Teruel tartományban. Mirambel Cantavieja, Tronchón, Olocau del Rey, La Mata de Morella, La Cuba és Portell de Morella községekkel határos. Lakosainak száma 107 fő (2024).

## Népesség
A település népessége az utóbbi években az alábbiak szerint változott:
| Lakosok száma | 147  | 137  | 131  | 132  | 129  | 117  | 119  | 116  | 111  | 107  |
|               | 2001 | 2004 | 2007 | 2009 | 2012 | 2014 | 2017 | 2019 | 2022 | 2024 |